# 島田町 (名古屋市)
島田町（しまだちょう、しまだまち）は、愛知県名古屋市中区にあった地名。現在の錦二丁目の一部に相当する。1丁目から5丁目が設定されていた。

## 地理
名古屋市中区中央部に位置していた。東は菅原町3丁目・袋町5丁目・本重町5丁目・園井町4丁目、西は菅原町2丁目・袋町4丁目・本重町4丁目・園井町3丁目、南は広小路通6丁目、北は菅原町2丁目・3丁目に接していた。

## 歴史

### 地名の由来
北で長島町・南で田町に接していたことから名付けられたという。また、田町の名は在清須時代の「野田町」の野を略したものである。

### 沿革
- 慶長16年夏 - 清須をはじめとする他地域からの移住者により町が形成され始める[2]。
- 元和年間 - このころにようやく町として成立したという[2]。
- 貞享元年11月5日 - 成立当初「下町」[注釈 1]と称していた町名を「島田町」と改める[2]。
- 明治4年 - 1丁目が長島町に編入され、同時に田町の全域を編入する[2][5]。
- 1878年（明治11年）12月20日 - 名古屋区成立に伴い、同区島田町となる[1][5]。
- 1889年（明治22年）10月1日 - 名古屋市成立に伴い、同市島田町となる[1][5]。
- 1908年（明治41年）4月1日 - 西区成立に伴い、同区島田町となる[6][5]。
- 1923年（大正12年）8月29日 - 一部が新柳町へ編入される[7]。
- 1936年（昭和11年）1月1日 - 一部が広小路通へ編入される[6][7]。
- 1944年（昭和19年）2月11日 - 栄区成立に伴い、同区島田町となる[6][5]。
- 1945年（昭和20年）11月3日 - 栄区廃止に伴い、中区島田町となる[6][5]。
- 1966年（昭和41年）3月30日 - 住居表示実施に伴い、全域が錦二丁目に編入され、消滅[6][5]。

## 人物
- 大野屋惣八 - 田町に居住[8]。貸本屋経営で知られる[8]。
- 深田香実 - 田町に居住[8]。尾張志などで知られる儒者[8]。
- 津金胤臣 - 田町に居住[8]。